# Bistum São João del-Rei

Regional CNBB Leste 2.

Das Bistum São João del-Rei (lat.: Dioecesis Sancti Ioannis a Rege) ist eine in Brasilien gelegene römisch-katholische Diözese mit Sitz in São João del-Rei im Bundesstaat Minas Gerais.
Ihr Gebiet umfasst die Gemeinden Andrelândia, Barroso, Carrancas, Dores de Campos, Ibituruna, Itumirim, Itutinga, Lagoa Dourada, Lavras, Luminarias, Madre de Deus de Minas, Minduri, Nazareno, Piedade do Rio Grande, Prados, Resende Costa, Santa Cruz de Minas, São João del-Rei, São Vincente de Minas und Tiradentes.

## Geschichte

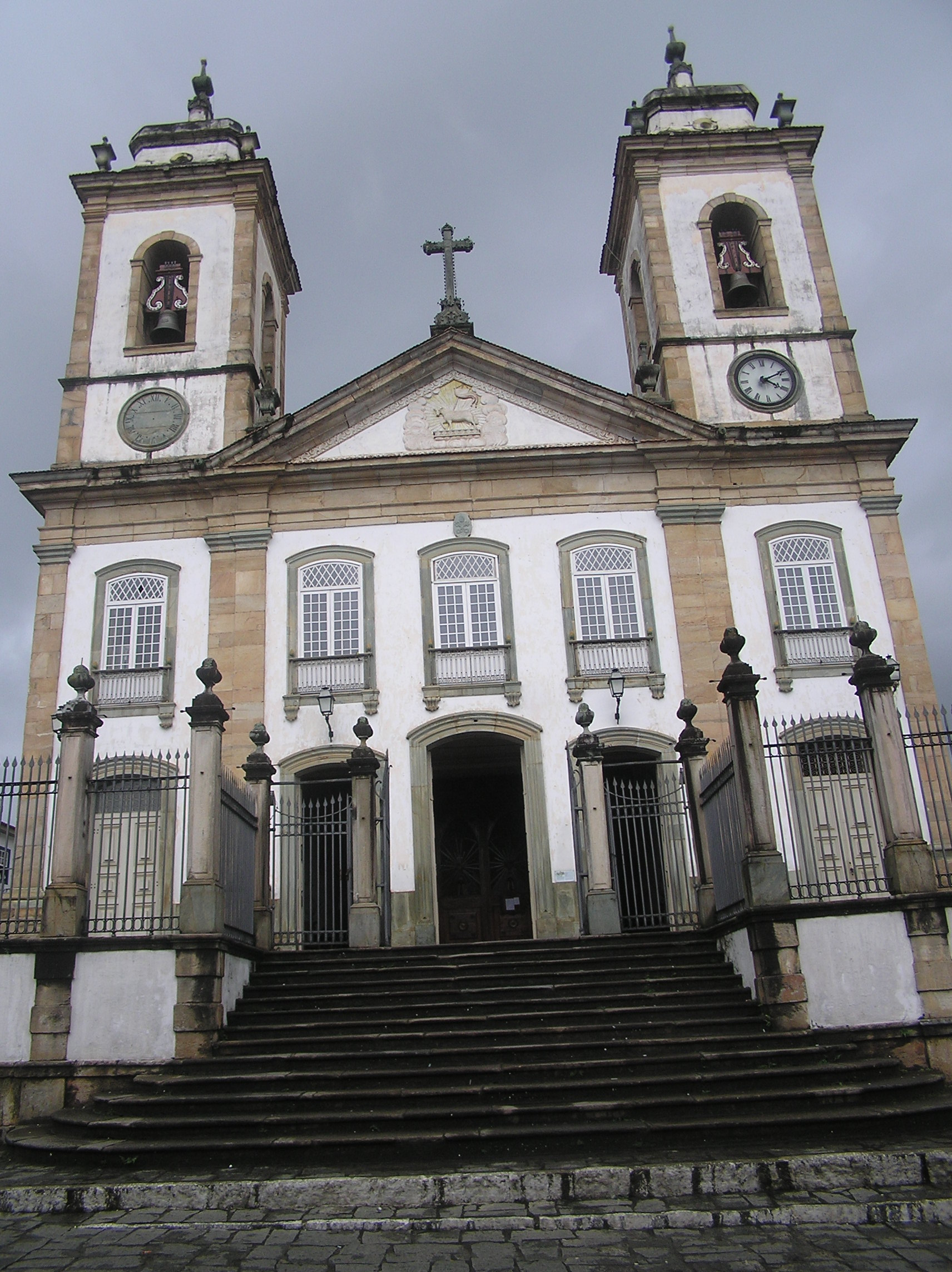
Nossa Sehora do Pilar in São João del-Rei

Das Bistum São João del-Rei wurde am 21. Mai 1960 durch Papst Johannes XXIII. mit der Apostolischen Konstitution Quandoquidem novae aus Gebietsabtretungen des Erzbistums Mariana, des Bistums Campanha und des Bistums Juiz de Fora errichtet. Es wurde dem Erzbistum Mariana als Suffraganbistum unterstellt. Am 14. April 1962 wurde das Bistum São João del-Rei dem Erzbistum Juiz de Fora als Suffraganbistum unterstellt.

## Bischöfe von São João del-Rei
- Delfim Ribeiro Guedes, 1960–1983
- Antônio Carlos Mesquita, 1983–1996
- Waldemar Chaves de Araújo, 1996–2010
- Célio de Oliveira Goulart OFM, 2010–2018
- José Eudes Campos do Nascimento, seit 2018